# Мокри Хај
Мокри Хај (слч. Mokrý Háj) насељено је мјесто са административним статусом сеоске општине (слч. obec) у округу Скалица, у Трнавском крају, Словачка Република.

## Становништво
| Година:    | 1994. | 2004.   | 2014.    | 2024.   |
| ---------- | ----- | ------- | -------- | ------- |
| Број људи: | 578   | 623     | 712      | 680     |
| Разлика:   |       | +7,78 % | +14,28 % | -4,49 % |

| Година:    | 2023. | 2024.   |
| ---------- | ----- | ------- |
| Број људи: | 702   | 680     |
| Разлика:   |       | -3,13 % |

Према подацима о броју становника из 2024. године насеље је имало 680 становника.